# Келес (город)

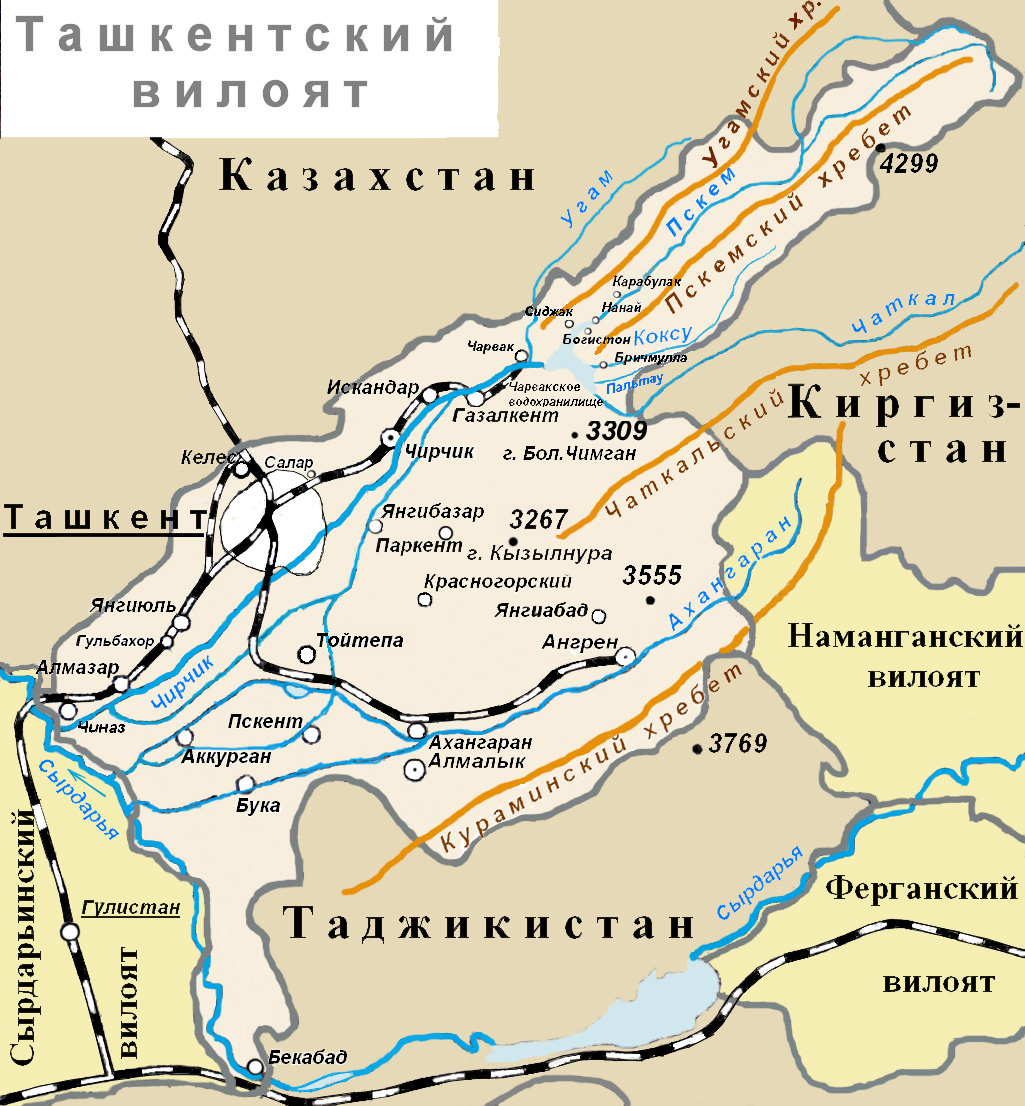
Карта-схема Ташкентской области

Келес (узб. Keles / Келес) — город-спутник (с 1976 года), расположенный примерно в 1,5 км северо-западнее Ташкента. Является административным центром Ташкентского района (с 29 августа 2010 по июль 2017 годов — Зангиатинского в период объединения Ташкентского и Зангиатинского районов) Ташкентской области (вилаята). Население города составляет приблизительно 25 000 человек.

## География
Железнодорожная станция расположена в 15 км от центра Ташкента и в настоящее время функционирует как приграничная таможня узбекско-казахстанской границы, расстояние до которой 6-7 км.

## Экономика
В городе имеется фабрика первичной обработки шерсти, фермерское хозяйство «To’htaniyoz-ota»,
колледж бытового обслуживания и предпринимательства и другие.